# Isectolophidae

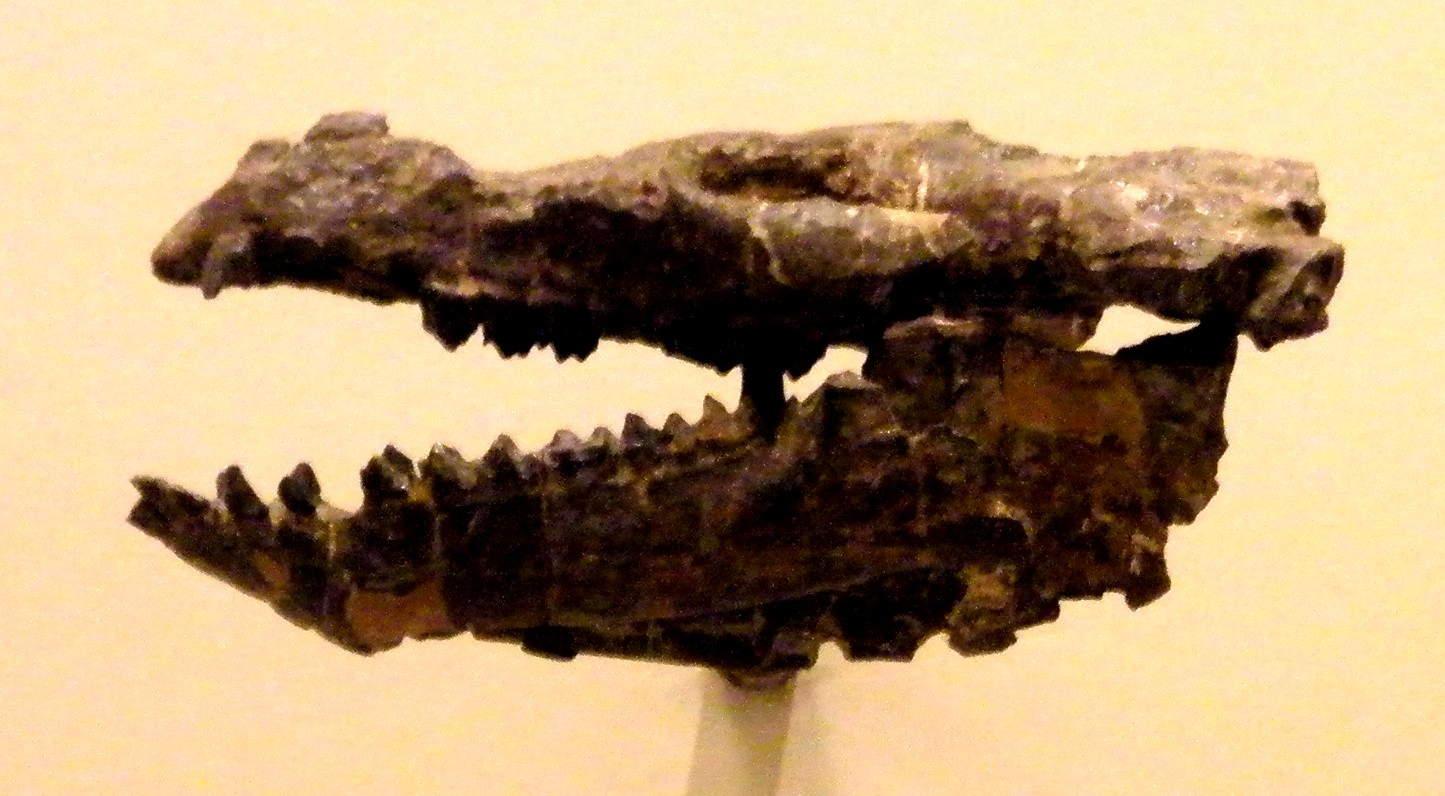
Homogalax tapirinus

Isectolophidae — потенційно парафілетична родина травоїдних ссавців з інфраряду непарнопалих Ancylopoda, яка має довгі, вигнуті та розщеплені кігті. Група відома з еоцену Азії й Північної Америки.